# Енох
Енох или  Хенох (хебр. חנוך) - потомак Сет, син Јаредов, унук Малелелилов и отац Метузалемов, био је седми старозаветни патријарх. У петом поглављу Постања стоји да је Енох, „ишао пред Богом“, и живео 365 година, након чега „није умро, већ га је Бог узео“ (Прва Мојсијева 5:22-24), ослобађајући од смрти изазване гресима предака, а као награду за побожност. Православни хришћани верују да ће се Енох заједно са Светим Илијом (Елииаху) појавити приликом Христовог другог доласка.
Енох се помиње и у Куран у исламској традицији као Посланик Идриз. Према неким исламским сведочењима, он је изумео астрономију, краснопис и аритметику.
Постоји неколико апокрифних књига које носе име Енох. Најпознатија је "1 књига Еноха“, коју другачије зову једноставно "Књига Енохова". Она се помиње и наведи у списима многих Отаца Цркве, укључујући Тертулијана, Оригена, Климента Александријског, Јустина Филозофа и друге.
Цитат из Библије:
А Енох поживје 65 година, и роди Метузалема;
А родив Метузалема поживје Енох једнако по вољи Божјој 300 година, рађајући синове и кћери;
Тако поживје Енох свега 365 година;
И живећи Енох једнако по вољи Божјој, нестаде га, јер га узе Бог."